# 拉萨勒德维耶
拉萨勒德维耶（法語：La Salle-de-Vihiers，法語發音：[la sal də vije] ⓘ）是法国曼恩-卢瓦尔省的一个旧市镇，属于索米尔区。2015年12月15日，拉萨勒德维耶和相邻的其它11个市镇合并为新市镇安茹地区舍米耶（Chemillé-en-Anjou）。

## 地理
拉萨勒德维耶（47°9'21"N, 0°38'10"W）面积17.27 平方千米，位于法国卢瓦尔河地区大区曼恩-卢瓦尔省，该省份为法国西部内陆省份，大致对应安茹地区，北起顺时针与马耶讷省、萨尔特省、安德尔-卢瓦尔省、维埃纳省、德塞夫勒省、旺代省、大西洋卢瓦尔省和伊勒-维莱讷省接壤。
与拉萨勒德维耶接壤的市镇（或旧市镇、城区）包括：科龙、科塞当茹、瓦朗茹、拉图尔朗德里、利斯-上莱永、维耶。
拉萨勒德维耶的时区为UTC+01:00、UTC+02:00（夏令时）。

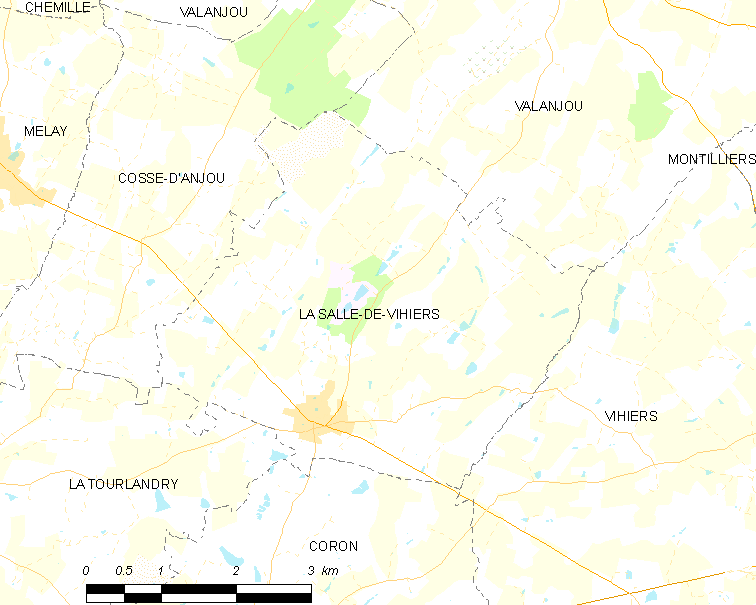
拉萨勒德维耶的OSM定位图

## 行政
拉萨勒德维耶的邮政编码为49310，INSEE市镇编码为49325。

## 政治
拉萨勒德维耶所属的省级选区为安茹地区舍米耶县。

## 人口

1962-2008年间拉萨勒德维耶人口变化图示

拉萨勒德维耶于2018年1月1日时的人口数量为1021人。